# Humphrey Owen Jones

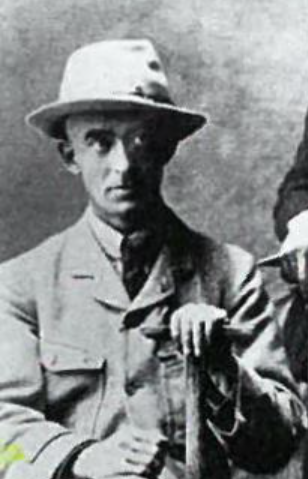
Humphrey Owen Jones (1911)

Humphrey Owen Jones (* 20. Februar 1878 in Goginan bei Aberystwyth, Wales; † 15. August 1912 am Mont Blanc) war ein walisischer Chemiker und Bergsteiger.

## Leben

### Ausbildung
Jones wurde in Goginan nahe Aberystwyth in Ceredigion, Wales geboren. Er besuchte zunächst die Lews School in Pengam, dann das University College of Wales in Aberystwyth. Am Clare College der University of Cambridge studierte Jones schließlich Naturwissenschaften, 1899 wurde ihm der Bachelor, 1903 der Master verliehen. Ein Jahr später wurde er zur Promotion an der University of London zugelassen.

### Chemiker
Im Jahr 1901 wurde Jones Assistent von James Dewar, dem Jacksonian Professor für experimentelle Naturwissenschaften an der Universität Cambridge. Dies Stelle hatte er bis zu seinem Tod inne. Im darauffolgenden Jahr erhielt er zudem ein Stipendium am Clare College, wo er anschließend Dozent wurde. Elf Jahre lang widmete Jones den größten Teil seiner Zeit der Lehre im Universitätslabor und der Betreuung der wissenschaftlichen Studenten seines Colleges. Seine wissenschaftliche Beratung erstreckte sich auch auf Studenten außerhalb seines Colleges, wie zum Beispiel Annie Homer am Newnham College. Neben dieser Arbeit mit Studenten war Jones einer der produktivsten britischen Chemiker seiner Zeit und veröffentlichte zwischen 1900 und 1912 mehr als 60 Arbeiten.
Anders als die meisten seiner Zeitgenossen hatte Jones keine ausländischen Labore oder auch nur andere englische Universitäten besucht. Er sammelte seine Forschungserfahrung ausschließlich in Cambridge, wo er mit Dewar und Fenton zusammenarbeitete. Mit letzterem führte er seine erste experimentelle Untersuchung über die „Oxidation organischer Säuren in Gegenwart von Eisen“ (1900) durch und bereitete 1904 seine eigene Arbeit über die Stereochemie des Stickstoffs vor. In den Jahren 1907 und 1909 verfasste er jeweils die Kapitel über Stereochemie für die Jahresberichte der Chemical Society. Das Studium der organischen Stickstoffbasen führte zu seinem Versuch, das schwierige Problem des Aufbaus und der Umwandlungen der Aldol-Basen zu lösen, die sich von den Homologen des Anilins ableiten. In der Zwischenzeit unterstützte Jones Dewar bei ganz anderen Untersuchungen der metallischen Carbonylverbindungen (Nickel und Eisen). Diese Forschungen machten Jones mit Manipulationen bei niedrigen Temperaturen vertraut und führten schließlich zur Entdeckung von Kohlenstoffmonosulfid. Auf diese Weise wurde Jones’ Aufmerksamkeit auf organische Schwefelverbindungen gelenkt, insbesondere auf Thiooxalate, Thiomalonate und Thiophosphate. Seine herausragenden Leistungen als Forscher wurden 1912 durch seine Wahl in die Royal Society gewürdigt. Im selben Jahr wurde er auch in die Royal Commission on Fuel and Engines berufen.

### Bergsteigen
Ab dem Jahr 1907 wurde Jones zu einem begeisterten Bergsteiger, nachdem er in Snowdonia Unterricht erhalten hatte. Er wurde zum Pionier einiger der schwierigsten Klettertouren in dieser Region, wie zum Beispiel Paradise am Lliwedd, die er 1909 bestieg. Seine Schwester, Bronwen Ceridwen Jones (später Mawson), war ebenfalls eine erfolgreiche Bergsteigerin. Zusammen mit Karl Blodig, Geoffrey Winthrop Young und dem Bergführer Josef Knubel von St. Niklaus gelang ihm am 9. August 1911 die Erstbesteigung des Brouillard-Grats zum Gipfel des Mont Blanc. Er erkundete das Mont-Blanc-Gebiet gründlich und legte dort viele neue Routen an. Nachdem er bereits Mitglied des Komitees des Climber’s Club gewesen war, wurde er 1909 zum Mitglied des Alpine Club gewählt. In den Zeitschriften beider Vereine finden sich mehrere Aufsätze, die seine Erkundungen dokumentieren.

### Tod
Am 1. August 1912 heiratete Jones eine Kollegin, Muriel Gwendolen Edwards, die erste weibliche Fellow der University of Wales. Auch sie begeisterte sich für Bergsteigen, sodass die beiden ihre Flitterwochen in den Alpen verbrachten. Bei der Besteigung der Aiguille Rouge de Peuterey, einem 2941 m hohen Nebengipfels der Aiguille Noire de Peuterey rutschte ihr Bergführer, Julius Truffer, am 15. August 1912 ab, fiel auf Jones, und alle drei stürzten fast 1000 Meter in den Fresnaygletscher. Der Alpinist Paul Preuß war Zeuge des Unglücks. Humphrey Owen Jones und seine Ehefrau wurden in Courmayeur in Italien beigesetzt. Der Nordgipfel der Aiguille Blanche de Peuterey wurde zu seinen Ehren La Pointe Jones benannt.